# Sne (dokumentarfilm)
|  | Denne artikel er oprettet af botten Steenthbot ud fra en ekstern database. Den kan derfor have sproglige fejl eller mangler. Denne skabelon kan fjernes efter kontrol af indholdet. |

Sne er en dansk dokumentarfilm fra 2013 instrueret af Laurits Flensted-Jensen.

## Handling
Det er vinter i København og sneen har lagt gaderne øde. Et sted i Nordvest står Ala og Ibrahim og kigger på S-toget der kører forbi...